# Dražice
Dražice (německy Draschitz) jsou obec v okrese Tábor v Jihočeském kraji. Leží zhruba pět kilometrů západoseverozápadně od Tábora. Žije v ní 846 obyvatel.

## Historie
Kdy byly Dražice založeny a jaký mají původ se přesně neví. Podle Antonína Profouse je název vsi odvozen od osobního jména Draž nebo od osobního jména Drah. První písemná zmínka pochází z přelomu 12. a 13. století z bechyňských listů. V roce 1352 se o Dražicích zmiňuje děkanát z Bechyně a v téže době je o nich zmínka i v majetku rožmberského panství příběnického. To, že měly Dražice i jiné pány, naznačuje místní název „Katovny“, který se dosud udržel pro hraniční pozemek s meziříčským katastrem proti kapličce svaté Rozálie.

## Přírodní poměry
Jižně od vesnice leží přírodní památka Vlásenický potok.

## Obyvatelstvo
| Rok            | 1869 | 1880 | 1890 | 1900 | 1910 | 1921 | 1930 | 1950 | 1961 | 1970 | 1980 | 1991 | 2001 | 2011 | 2021 |
| -------------- | ---- | ---- | ---- | ---- | ---- | ---- | ---- | ---- | ---- | ---- | ---- | ---- | ---- | ---- | ---- |
| Počet obyvatel | 694  | 854  | 932  | 869  | 772  | 755  | 724  | 561  | 514  | 474  | 501  | 570  | 678  | 798  | 826  |
| Počet domů     | 84   | 111  | 118  | 127  | 130  | 130  | 135  | 172  | 127  | 124  | 142  | 194  | 227  | 238  | 256  |

## Obecní správa
V letech 1850–1879 a v letech 1960–1990 k obci patřily Drhovice a od 1. července 1980 do 23. listopadu 1990 k obci patřily Balkova Lhota, Hejlov, Nasavrky, Paseka, Radimovice u Tábora, Radkov a Svrabov.

### Obecní symboly
Znak a vlajka byly obci uděleny rozhodnutím předsedy Poslanecké sněmovny Parlamentu České republiky dne 9. října 2007.

## Pamětihodnosti
- Kostel svatého Jana Křtitele – interiér je ukázkou radikálně modernistické úpravy liturgického prostoru z roku 1988
- Výklenková kaplička svatého Jana Nepomuckého na západní straně návsi
- Fara
- Základní škola postavena v roce 1825
- Pomník obětem války

## Galerie

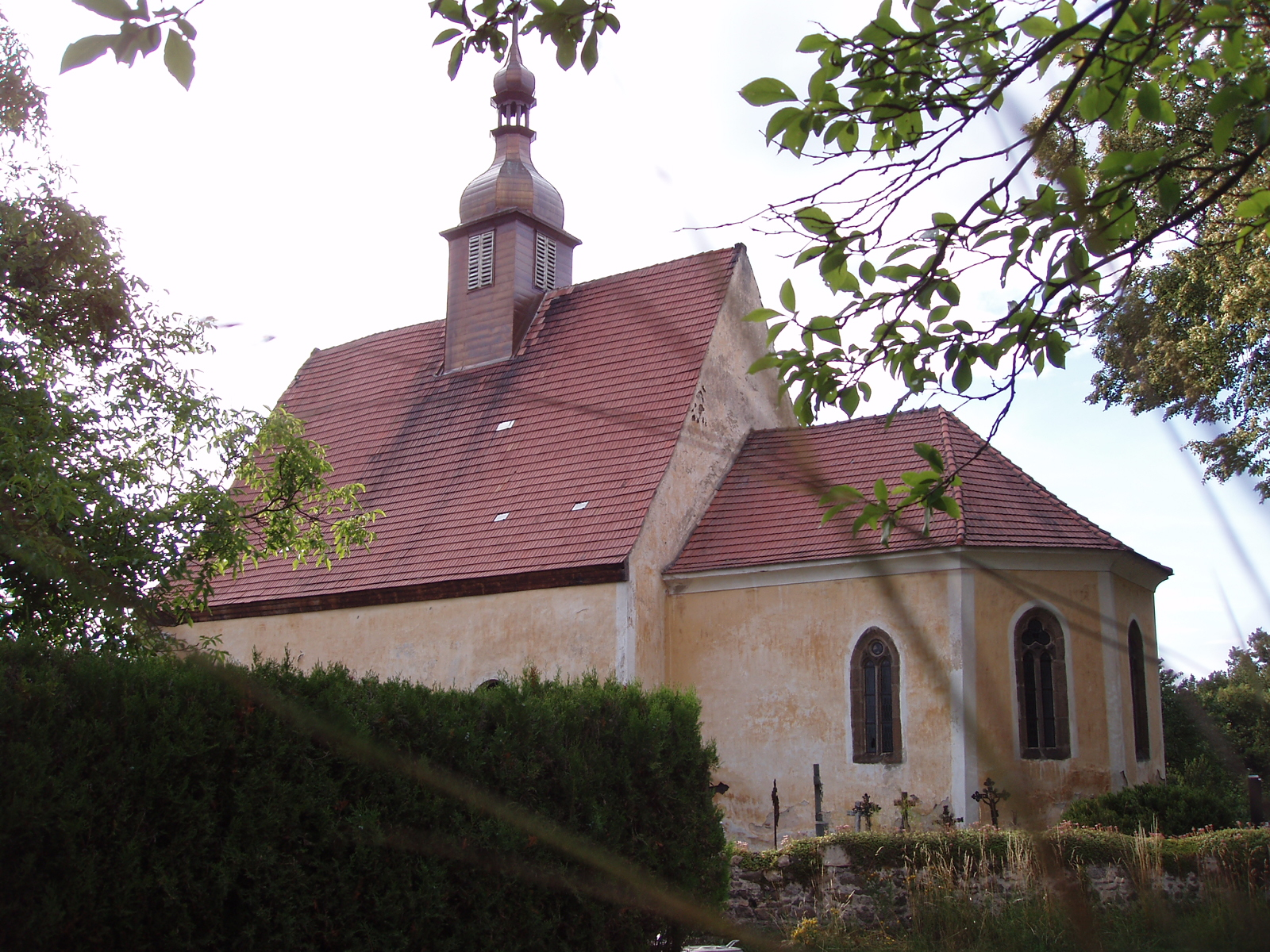
Kostel svatého Jana Křtitele
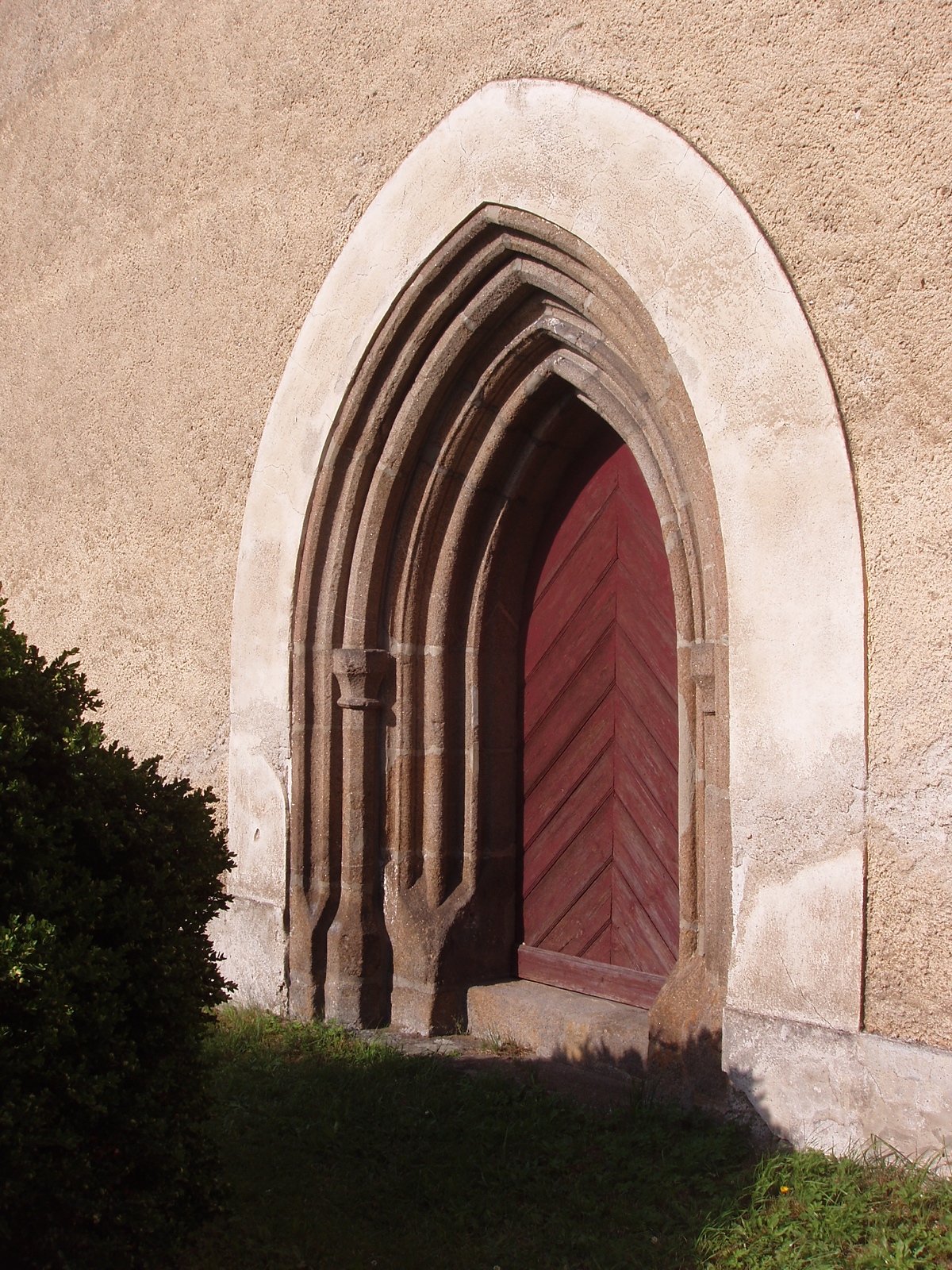
Portál dražického kostela
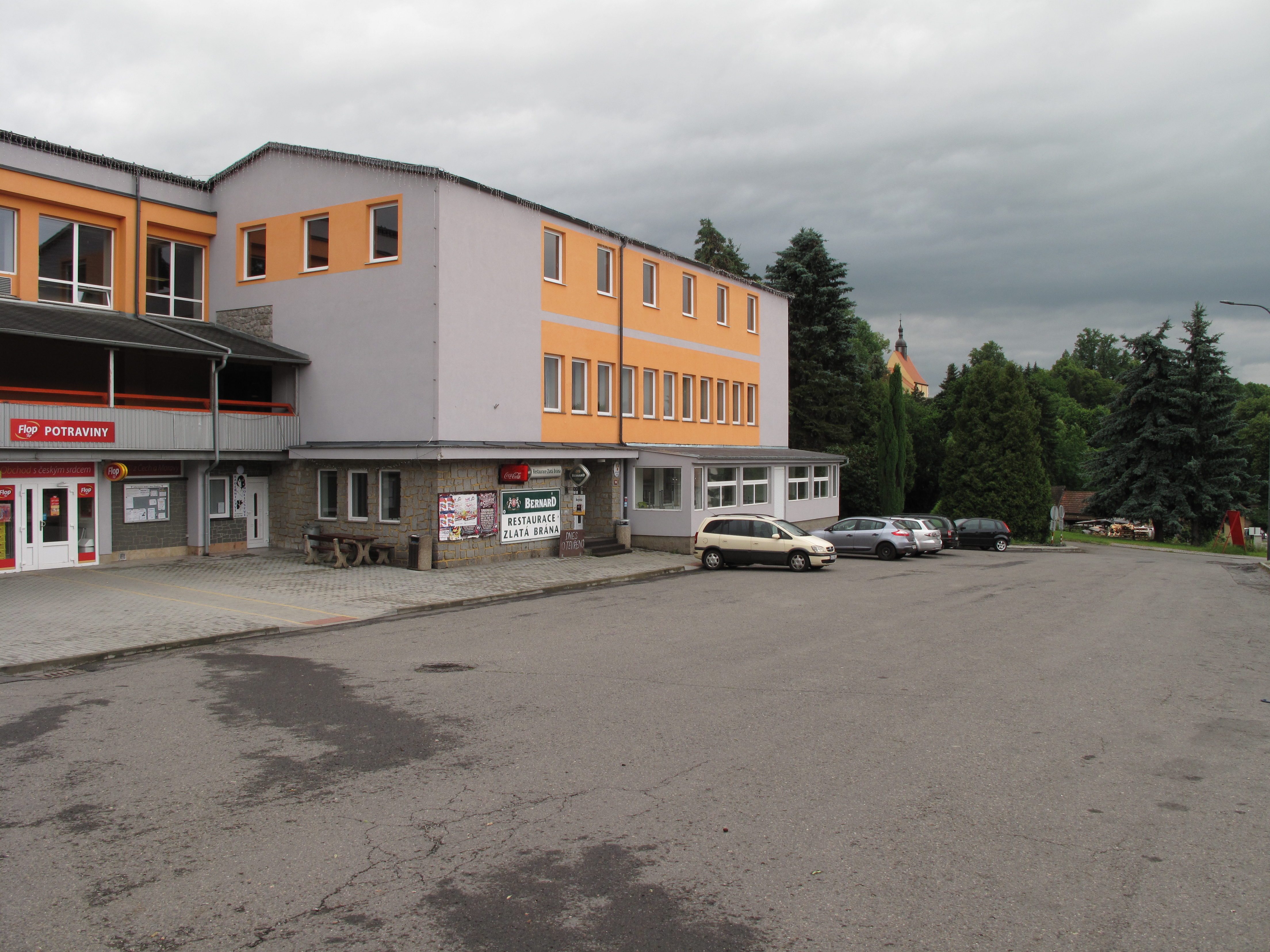
Obecní úřad, potraviny a hospoda
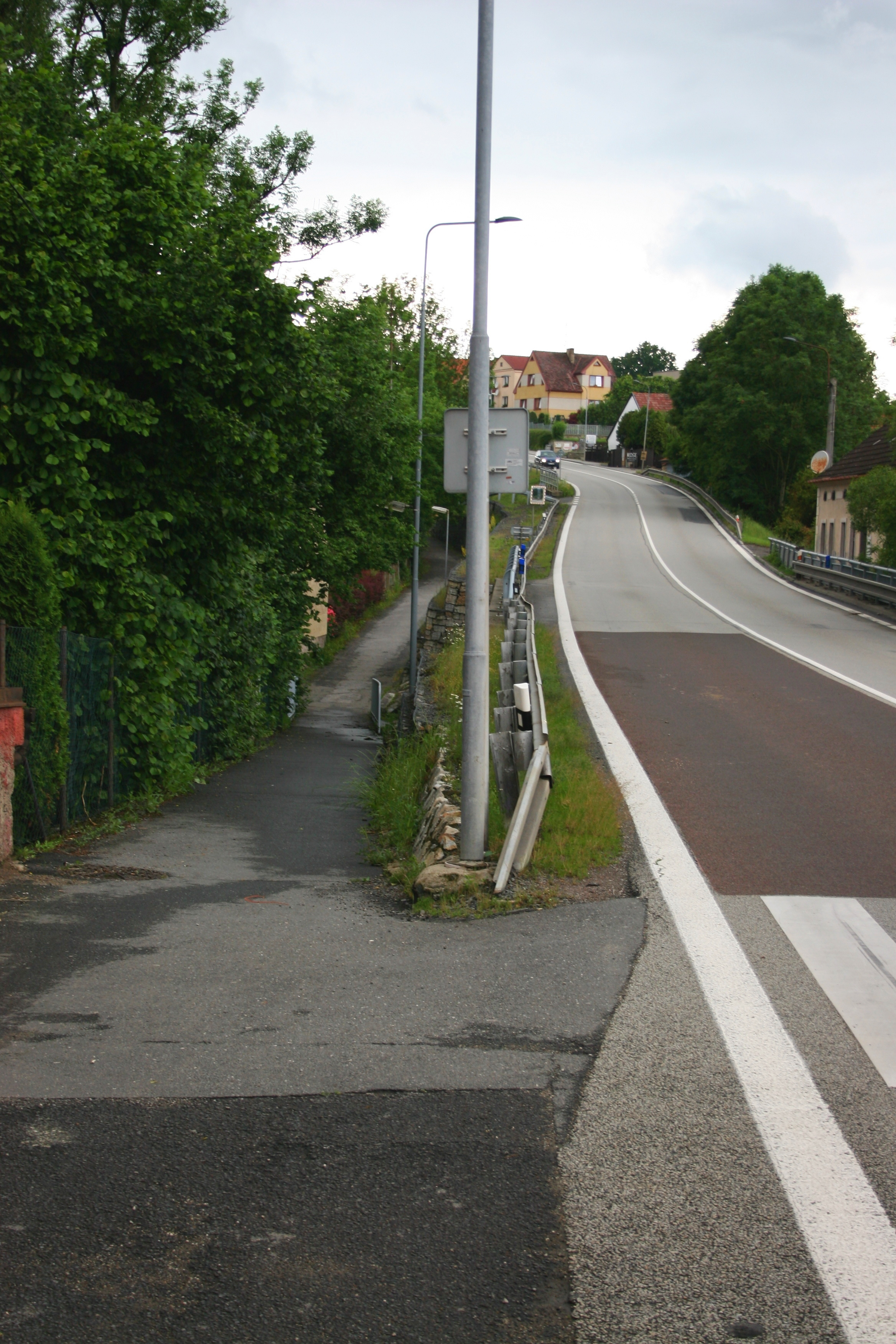
Hlavní ulice